# Championnat d'Égypte de football 2005-2006
Navigation
Saison précédente Saison suivante
La saison 2005-2006 du Championnat d'Égypte de football est la 49e édition du championnat de première division égyptien. Quatorze clubs égyptiens prennent part au championnat organisé par la fédération. Les équipes sont regroupées au sein d'une poule unique où elles rencontrent leurs adversaires deux fois, à domicile et à l'extérieur. À l'issue du championnat, pour faire passer la première division de 14 à 16 clubs, les trois derniers du classement sont relégués et remplacés par les cinq meilleures équipes de D2.
C'est le club d'Al Ahly SC, tenant du titre, qui remporte la compétition, après avoir terminé une nouvelle fois invaincu en tête du classement final, avec quatorze points d'avance sur le Zamalek SC et vingt-six sur l'ENPPI Club. C'est le 31e titre de champion d'Égypte de l'histoire du club, qui réalise un parcours quasi parfait (23 victoires et 3 matchs nuls en n'encaissant que 6 buts en 26 rencontres) et réalise le quadruplé championnat-Ligue des champions-Coupe d'Égypte-Supercoupe d'Égypte.

## Les clubs participants
| - Al Ahly SC - Zamalek SC - Ittihad Alexandrie - Ismaily SC - Aluminium Nag Hammadi - Promu de D2 - Suez Ciment - ENPPI Club | - Tala'ea El Geish - Al Koroum - Promu de D2 - Assiout Cement - Al-Moqaouloun - Promu de D2 - Al-Masry Club - Ghazl El Mahallah - Haras El Hodood |

## Compétition

### Classement
Le classement est établi sur le barème de points classique (victoire à 3 points, match nul à 1, défaite à 0).
| Rang | Équipe                  | Pts | J  | G  | N  | P  | Bp | Bc | Diff |
| ---- | ----------------------- | --- | -- | -- | -- | -- | -- | -- | ---- |
| 1    | Al Ahly SC 'T' C (C1)   | 72  | 26 | 23 | 3  | 0  | 57 | 6  | +51  |
| 2    | Zamalek SC              | 58  | 26 | 18 | 4  | 4  | 48 | 22 | +26  |
| 3    | ENPPI Club              | 46  | 26 | 13 | 7  | 6  | 32 | 18 | +14  |
| 4    | Ismaily SC              | 39  | 26 | 12 | 3  | 11 | 33 | 32 | +1   |
| 5    | Haras El Hodood         | 38  | 26 | 11 | 5  | 10 | 35 | 25 | +10  |
| 6    | Tala'ea El Geish        | 34  | 26 | 10 | 4  | 12 | 33 | 28 | +5   |
| 7    | Ittihad Alexandrie      | 32  | 26 | 8  | 8  | 10 | 19 | 28 | -9   |
| 8    | Al-Masry Club           | 31  | 26 | 8  | 7  | 11 | 27 | 30 | -3   |
| 9    | Al-Moqaouloun P         | 28  | 26 | 8  | 4  | 14 | 26 | 34 | -8   |
| 10   | Suez Ciment             | 28  | 26 | 6  | 10 | 10 | 28 | 45 | -17  |
| 11   | Ghazl El Mahallah       | 27  | 26 | 6  | 9  | 11 | 21 | 34 | -13  |
| 12   | Assiout Cement          | 26  | 26 | 6  | 8  | 12 | 26 | 36 | -10  |
| 13   | Aluminium Nag Hammadi P | 25  | 26 | 6  | 7  | 13 | 16 | 40 | -24  |
| 14   | Al Koroum P             | 20  | 26 | 5  | 5  | 16 | 22 | 41 | -19  |

| Légende : Qualifications et relégations | Légende : Qualifications et relégations                                                                                |
| --------------------------------------- | --- |
|                                         | Qualification pour la Ligue des champions 2007                                                                         |
|                                         | Qualification pour la Coupe de la CAF 2007                                                                             |
|                                         | Relégation directe en deuxième division                                                                                |
|                                         | T : Tenant du titre C : Vainqueur de la Coupe d'Égypte P : Promu de D2 (C1) : Vainqueur de la Ligue des champions 2006 |

## Bilan de la saison
| Championnat d'Égypte de football 2005-2006 |                                                                        |
| Champion                                   | Al Ahly SC (31e titre)                                                 |
| Coupes et trophées                         |                                                                        |
| Vainqueur de la Coupe d'Égypte 2005-2006   | Al Ahly SC                                                             |
| Vainqueur de la Supercoupe d'Égypte        | Al Ahly SC                                                             |
| Qualifications continentales               |                                                                        |
| Ligue des champions 2007                   | Al Ahly SC (tenant du titre)                                           |
| Ligue des champions 2007                   | Zamalek SC                                                             |
| Coupe de la CAF 2007                       | ENPPI Club                                                             |
| Coupe de la CAF 2007                       | Ismaily SC                                                             |
| Promotions et relégations                  |                                                                        |
| Promus en Egyptian Premier League          | Tanta FC Al Olympi Petrojet Football Club Assiout Petroleum Tersana SC |
| Relégués en Egyptian Second League         | Assiout Cement                                                         |
| Relégués en Egyptian Second League         | Aluminium Nag Hammadi                                                  |
| Relégués en Egyptian Second League         | Al Koroum                                                              |